# Liste des grands-rabbins de Strasbourg
La liste des grands-rabbins de Strasbourg depuis 1808 est la suivante :
| Portrait                                                                | Identité                                                       | Période | Période  | Durée         |
| Portrait                                                                | Identité                                                       | Début   | Fin      | Durée         |
| ----------------------------------------------------------------------- | -------------------------------------------------------------- | ------- | -------- | ------------- |
| David Sintzheim                                                         | David Sintzheim (he) יוסף דוד זינצהיים (1745 - 1812)           | 1808    | 1812     | 4 ans         |
| Jacob Meyer                                                             | Jacob Meyer (he) יעקב מאיר (אלזס) (1739 - 1830)                | 1813    | 1830     | 17 ans        |
| Pas de portrait sous licence libre disponible pour Seligmann Goudchaux. | Seligmann Goudchaux (d) (he) Seligmann Goudchaux (1770 - 1849) | 1830    | 1834     | 4 ans         |
| Arnaud Aron                                                             | Arnaud Aron (he) Arnaud Aron (1807 - 1890)                     | 1834    | 1890     | 56 ans        |
| Pas de portrait sous licence libre disponible pour Isaac Weil.          | Isaac Weil (d) (he) Isaac Weil (1840 - 1899)                   | 1890    | 1899     | 9 ans         |
| Pas de portrait sous licence libre disponible pour Adolphe Ury.         | Adolphe Ury (he) אדולף אורי (1849 - 1915)                      | 1900    | 1915     | 15 ans        |
| Pas de portrait sous licence libre disponible pour Émile Lévy.          | Émile Lévy (he) Émile Lévy (1879 - 1953)                       | 1915    | 1919     | 4 ans         |
| Isaïe Schwartz                                                          | Isaïe Schwartz (he) ישעיה שוורץ (1876 - 1952)                  | 1920    | 1939     | 19 ans        |
| René Hirschler                                                          | René Hirschler (he) רנה הירשלר (1905 - 1945)                   | 1939    | 1939     | moins d’un an |
|                                                                         | Vacant                                                         | 1940    | 1946     | 6 ans         |
| Pas de portrait sous licence libre disponible pour Abraham Deutsch.     | Abraham Deutsch (he) אברהם דויטש (1902 - 1992)                 | 1947    | 1970     | 23 ans        |
| Max Warschawski                                                         | Max Warschawski (he) מקס ורשבסקי (1925 - 2006)                 | 1970    | 1987     | 17 ans        |
| René Gutman, 19 février 2015.                                           | René Gutman (he) רנה גוטמן (né en 1950)                        | 1987    | 2017     | 30 ans        |
| Harold Weill en août 2017                                               | Harold Weill (he) הרולד אברהם וייל (né en 1983)                | 2017    | En cours | 8 ans         |